# Уоллес, Родни (боец)
Ро́дни Уо́ллес (англ. Rodney Wallace; 21 ноября 1981, Бамберг) — американский боец смешанного стиля, представитель полутяжёлой весовой категории. Выступает на профессиональном уровне начиная с 2008 года, известен по участию в турнирах таких бойцовских организаций как UFC, Bellator, M-1 Global, ACB, KSW, Jungle Fight, владел титулами чемпиона организаций Warfare FC, SMASH Fight, HKFC.

## Биография
Родни Уоллес родился 21 ноября 1981 года в городе Бамберге штата Южная Каролина. В возрасте одного года вместе с семьёй переехал на постоянное жительство в Пассейик, штат Нью-Джерси, но в тринадцать лет вернулся обратно. В школе играл в футбол, занимался борьбой и лёгкой атлетикой, принимал участие во многих юниорских и школьных соревнованиях. Продолжил карьеру футболиста во время обучения в колледже, выступал во втором дивизионе Национальной ассоциации студенческого спорта, в период 2001—2004 годов состоял в основном составе университетской команды.
Дебютировал в смешанных единоборствах на профессиональном уровне в апреле 2008 года, победив своего первого соперника единогласным решением судей. Дрался на турнирах таких промоушенов как M-1 Global, RFC и VFC, в течение полутора лет сделал серию из девяти побед подряд, в том числе взял верх над известным в будущем бойцом Овинсом Сен-Прё, для которого этот бой был дебютным.
Не имея ни одного поражения, в 2009 году Уоллес привлёк к себе внимание крупнейшей бойцовской организации мира Ultimate Fighting Championship и подписал с ней контракт. Тем не менее, закрепиться здесь надолго не смог, провёл только три боя и во всех трёх проиграл. Несмотря на получение награды за лучший бой вечера, вскоре после этого был уволен из организации.
Впоследствии выступал в различных менее престижных промоушенах в США, Канаде, Бразилии. Встречался с такими известными бойцами как Эмануэль Ньютон и Мамед Халидов, но обоим проиграл. В 2013 году завоевал титулы чемпиона бразильских организаций Warfare FC и SMASH Fight, провёл бой против обладателя чёрного пояса по бразильскому джиу-джитсу Паулу Филью — их противостояние продлилось все пять раундов и закончилось ничьей.
В 2014 году Уоллес провёл два поединка в другой крупной американской организации Bellator MMA, единогласным судейским решением выиграл у Карлуса Эдуарду, после чего принял участие в гран-при полутяжёлого веса, где на стадии четвертьфиналов единогласным решением уступил Келли Анундсону. Неоднократно выступал в канадской организации HKFC — владел здесь титулом чемпиона в полутяжёлой весовой категории, но при первой же защите лишился чемпионского пояса, проиграв Михаилу Циркунову. В 2015 году вернул себе чемпионский титул, ставший к тому времени вакантным, и благополучно его защитил.
Несколько раз Родни Уоллес выступал в России, в том числе дважды дрался на турнирах Absolute Championship Berkut.

## Статистика в профессиональном ММА
| Боёв 43  | Побед 26 | Поражений 16 |
| -------- | -------- | ------------ |
| Нокаутом | 6        | 6            |
| Сдачей   | 3        | 1            |
| Решением | 17       | 9            |
| Ничьи    | 1        | 1            |

| Результат | Рекорд  | Соперник              | Способ                    | Турнир                                    | Дата             | Раунд | Время | Место                   | Примечание                                                |
| --------- | ------- | --------------------- | ------------------------- | ----------------------------------------- | ---------------- | ----- | ----- | ----------------------- | --------------------------------------------------------- |
| Поражение | 26-16-1 | Константин Глухов     | KO (ногой с разворота)    | ProFC 63: Gluhov vs. Wallace              | 10 сентября 2017 | 2     | 2:58  | Ростов-на-Дону, Россия  |                                                           |
| Поражение | 26-15-1 | Хуан Франсиско Эспино | Единогласное решение      | Combate Comas MMA 3                       | 10 июня 2017     | 3     | 5:00  | Санта-Крус, Боливия     |                                                           |
| Поражение | 26-14-1 | Иван Штырков          | Единогласное решение      | Titov Boxing Promotion                    | 18 февраля 2017  | 3     | 5:00  | Челябинск, Россия       | Дебют в тяжёлом весе.                                     |
| Поражение | 26-13-1 | Шамиль Гамзатов       | Единогласное решение      | ACB 51                                    | 13 января 2017   | 3     | 5:00  | Ирвайн, США             |                                                           |
| Победа    | 26-12-1 | Джулио Галлегас       | Единогласное решение      | Conflict MMA 42                           | 12 ноября 2016   | 3     | 5:00  | Индиан-Трейл, США       |                                                           |
| Поражение | 25-12-1 | Иса Умаров            | Единогласное решение      | ACB 38: Breakthrough                      | 20 мая 2016      | 3     | 5:00  | Ростов-на-Дону, Россия  |                                                           |
| Поражение | 25-11-1 | Сапарбек Сафаров      | KO/TKO (отказ)            | Akhmat Fight Show 18: Grand Prix 2016     | 9 апреля 2016    | 2     | 5:00  | Грозный, Россия         |                                                           |
| Победа    | 25-10-1 | Дэниел Спон           | Единогласное решение      | HKFC: Hard Knocks 48                      | 29 января 2016   | 5     | 5:00  | Калгари, Канада         | Защитил титул чемпиона HKFC в полутяжёлом весе.           |
| Победа    | 24-10-1 | Эдриан Майлз          | Сдача (удушение сзади)    | HKFC: Hard Knocks 47                      | 13 ноября 2015   | 5     | 2:36  | Калгари, Канада         | Выиграл вакантный титул чемпиона HKFC в полутяжёлом весе. |
| Победа    | 23-10-1 | Кейлиб Стернз         | Единогласное решение      | HKFC: Hard Knocks 44                      | 26 июня 2015     | 3     | 5:00  | Калгари, Канада         |                                                           |
| Поражение | 22-10-1 | Михаил Циркунов       | TKO (ногой в голову)      | HKFC: Hard Knocks 41                      | 30 января 2015   | 1     | 2:00  | Калгари, Канада         | Лишился титула HKFC в полутяжёлом весе.                   |
| Победа    | 22-9-1  | Клэй Дэвидсон         | Единогласное решение      | HKFC: Hard Knocks 40                      | 12 декабря 2014  | 3     | 5:00  | Калгари, Канада         | Выиграл титул чемпиона HKFC в полутяжёлом весе.           |
| Поражение | 21-9-1  | Келли Анундсон        | Единогласное решение      | Bellator 121                              | 6 июня 2014      | 3     | 5:00  | Такервилл, США          | Четвертьфинал гран-при полутяжёлого веса.                 |
| Победа    | 21-8-1  | Ариэль Гандулла       | Единогласное решение      | HKFC: Hard Knocks 36                      | 10 мая 2014      | 3     | 5:00  | Форт-Сент-Джон, Канада  |                                                           |
| Победа    | 20-8-1  | Карлус Эдуарду        | Единогласное решение      | Bellator 116                              | 11 апреля 2014   | 3     | 5:00  | Темекьюла, США          |                                                           |
| Поражение | 19-8-1  | Максим Гришин         | Раздельное решение        | Driven MMA: One                           | 1 марта 2014     | 3     | 5:00  | Кантон, США             |                                                           |
| Поражение | 19-7-1  | Луис Кани             | KO (летучее колено)       | SFT 1                                     | 20 сентября 2013 | 1     | 3:56  | Сан-Паулу, Бразилия     |                                                           |
| Ничья     | 19-6-1  | Паулу Филью           | Ничья (истечение времени) | Selva MMA 2                               | 4 августа 2013   | 5     | 5:00  | Риу-Бранку, Бразилия    |                                                           |
| Победа    | 19-6    | Матеус Шеффел         | TKO (удары руками)        | SMASH Fight 2                             | 13 июля 2013     | 2     | 2:56  | Куритиба, Бразилия      | Выиграл титул чемпиона SMASH Fight в полутяжёлом весе.    |
| Победа    | 18-6    | Аарон Джонсон         | KO (удары руками)         | Warfare FC 9: Apocalypse                  | 21 июня 2013     | 1     | 2:00  | Норт-Миртл-Бич, США     | Выиграл титул чемпиона Warfare FC в полутяжёлом весе.     |
| Победа    | 17-6    | Саломан Рибейру       | Единогласное решение      | Jungle Fight 53                           | 1 июня 2013      | 3     | 5:00  | Жапери, Бразилия        |                                                           |
| Победа    | 16-6    | Жоаким Феррейра       | TKO (удары руками)        | SMASH Fight 1                             | 3 мая 2013       | 3     | 1:22  | Куритиба, Бразилия      |                                                           |
| Победа    | 15-6    | Гильерме Виана        | Раздельное решение        | Iron Fight Combat 2                       | 7 декабря 2012   | 3     | 5:00  | Аракажу, Бразилия       |                                                           |
| Поражение | 14-6    | Михал Матерла         | KO (удары руками)         | KSW 21: Final Resolution                  | 1 декабря 2012   | 1     | 0:22  | Варшава, Польша         |                                                           |
| Победа    | 14-5    | Кристиану Лаззарини   | TKO (удары руками)        | Brasil Fight 6: Brasil x EUA              | 21 сентября 2012 | 2     | 4:28  | Белу-Оризонти, Бразилия |                                                           |
| Победа    | 13-5    | Аарон Джонсон         | KO (удар рукой)           | Renaissance Fight Night                   | 28 июля 2012     | 4     | 4:00  | Монтгомери, США         | Нетитульный бой, Уоллес не сделал вес.                    |
| Поражение | 12-5    | Мамед Халидов         | KO (удар рукой)           | KSW 19                                    | 12 мая 2012      | 1     | 1:55  | Лодзь, Польша           |                                                           |
| Победа    | 12-4    | Деррик Мехмен         | Единогласное решение      | WMMA 1: Fighting for a Better World       | 31 марта 2012    | 3     | 5:00  | Эль-Пасо, США           |                                                           |
| Победа    | 11-4    | Кейл Ярбро            | Единогласное решение      | Scrap Live: Fight Night 7                 | 15 апреля 2011   | 3     | 5:00  | Уинстон-Сейлем, США     |                                                           |
| Поражение | 10-4    | Эмануэль Ньютон       | Сдача (удушение сзади)    | MFC 28: Supremacy                         | 25 февраля 2011  | 2     | 4:34  | Эноч, Канада            |                                                           |
| Победа    | 10-3    | Дэвид Хит             | Единогласное решение      | MFC 27                                    | 12 ноября 2010   | 3     | 5:00  | Эноч, Канада            |                                                           |
| Поражение | 9-3     | Фил Дэвис             | Единогласное решение      | UFC 117                                   | 7 августа 2010   | 3     | 5:00  | Окленд, США             |                                                           |
| Поражение | 9-2     | Джаред Хамман         | Единогласное решение      | UFC 111                                   | 27 марта 2010    | 3     | 5:00  | Ньюарк, США             | Лучший бой вечера.                                        |
| Поражение | 9-1     | Брайан Стэнн          | Единогласное решение      | The Ultimate Fighter: Heavyweights Finale | 5 декабря 2009   | 3     | 5:00  | Лас-Вегас, США          |                                                           |
| Победа    | 9-0     | Грегори Миллиард      | Единогласное решение      | VFC: A Night Of Vengeance                 | 5 сентября 2009  | 3     | 5:00  | Ораньестад, Аруба       |                                                           |
| Победа    | 8-0     | Аарон Старк           | Сдача (кимура)            | VFC: A Night Of Vengeance                 | 5 сентября 2009  | 2     | 2:18  | Ораньестад, Аруба       |                                                           |
| Победа    | 7-0     | Энтуэйн Бритт         | Сдача (рычаг локтя)       | VFC: A Night Of Vengeance                 | 5 сентября 2009  | 1     | 3:59  | Ораньестад, Аруба       |                                                           |
| Победа    | 6-0     | Маркус Ванттинен      | Единогласное решение      | M-1 Challenge 16: USA                     | 5 июня 2009      | 2     | 5:00  | Канзас-Сити, США        |                                                           |
| Победа    | 5-0     | Майкл Браун           | Единогласное решение      | Revolution Fight Club 3                   | 20 февраля 2009  | 3     | 5:00  | Майами, США             |                                                           |
| Победа    | 4-0     | Карлос Зеваллос       | TKO (удары руками)        | Revolution Fight Club 2                   | 19 декабря 2008  | 1     | 0:08  | Майами, США             |                                                           |
| Победа    | 3-0     | Овинс Сен-Прё         | Единогласное решение      | Vengeance Fighting Championship 1         | 27 сентября 2008 | 3     | 5:00  | Конкорд, США            |                                                           |
| Победа    | 2-0     | Тони Вальтонен        | Единогласное решение      | M-1 Challenge 3: Gran Canaria             | 31 мая 2008      | 2     | 5:00  | Гран-Канария, Испания   |                                                           |
| Победа    | 1-0     | Уэсли Кантилло        | Единогласное решение      | Revolution Fight Club 1                   | 18 апреля 2008   | 3     | 5:00  | Форт-Лодердейл, США     |                                                           |